# Чернобровина, Анастасия Андреевна
Анастаси́я Андре́евна Чернобро́вина (10 апреля 1977, Ижевск, Удмуртская АССР, РСФСР, СССР) — российская телеведущая и журналистка. Лауреат премии «ТЭФИ» (2015). Член экспертного совета национальной премии «Хрустальный компас».

## Биография
Родилась 10 апреля 1977 года в Ижевске.
После окончания школы поступила в Ижевский колледж на психологический факультет. Через полгода пришла на региональное телевидение, где проработала журналистом службы новостей три года. Одновременно с этим вела авторскую программу с участием звёзд российского шоу-бизнеса и кино, которые приезжали в Ижевск на гастроли.
В 1996 году поступила в Московский государственный университет культуры и искусств (специальность — «Менеджмент кино и ТВ»). Затем работала в информационно-развлекательной программе «Вести в 11» на РТР, готовила специальные репортажи из российских городов для программы «Вести ПРО».
С 1998 по 2001 год работала в информационно-развлекательной программе «День за днём» на ТВ-6. Год была ведущей национального конкурса «Девушка-2000» — вместе со страной искала самую интересную, красивую, умную девушку столетия. Также она была ведущей рубрик «Шоу мокрых маек» и «Вещь». Потом создала свою авторскую программу «Рабочий полдень», которую посвятила людям, работающим на ткацких фабриках, хлебозаводах, в Метрострое.
С 2001 по 2002 год вместе с Анатолием Кузичевым вела информационно-развлекательную программу «Большое плавание» на Третьем канале (ТРВК «Московия»), занимавшем часть эфирного времени в Москве на ТВЦ (в ряде источников ошибочно указано, что программа выходила на ТВЦ).
С 2002 года — одна из ведущих программы «Утро России» (ранее — «Доброе утро, Россия!») на телеканале «Россия-1».
В 2007 году завоевала приз на Европейском телевизионном конкурсе «Erasmus euromedia award» за фильм «Феноменальные двойняшки, или как наши покорили Евровидение» — в номинации «Лучший социальный проект».
С 2009 по 2014 год — автор и ведущая программы «Одна на планете» телеканала «Моя планета».
2010 год — на XIV съезде Русского географического общества (РГО), проходившем в Санкт-Петербурге и посвящённом 165-летию РГО, Владимир Путин отметил почётным дипломом за документальный фильм «Тикси — территория вечной мерзлоты».
2011 год — награждена медалью ордена «За заслуги перед Отечеством» 2-й степени.
С февраля 2012 года — советник президента Русского географического общества по информационной политике. В данном качестве с середины 2015 года представляет специализированный блок вопросов для телеигры «Своя игра» на НТВ.
25 июня 2015 года стала лауреатом премии «ТЭФИ—2015» (вместе с Владиславом Завьяловым) в номинации «Ведущий утренней программы» категории «Дневной эфир».

## Семья
В 2017 году родился первый сын Артемий, в 2021 году — второй сын Игорь.